# Mes questions sur...
Mes questions sur... est une série documentaire créée et présentée par Serge Moati, coproduite par Image et Compagnie et France Télévisions, et diffusée à partir de 2005 sur France 5.

## Synopsis
Le journaliste Serge Moati s'intéresse à de grandes questions sur la société d'aujourd'hui en interrogeant les témoins. 

## Épisodes
| Épisode | Titre                                              | Première diffusion |
| ------- | -------------------------------------------------- | ------------------ |
| 1       | Des femmes qui aiment les femmes                   | 10 avril 2005      |
| 2       | Ceux qui se retirent du monde                      | 12 juin 2005       |
| 3       | Les nouvelles thérapies                            | 11 septembre 2005  |
| 4       | Les joueurs                                        | 2 octobre 2005     |
| 5       | Alger                                              | 9 juillet 2006     |
| 6       | Cotonou                                            | 16 juillet 2006    |
| 7       | Beyrouth                                           | 23 juillet 2006    |
| 8       | Niamey                                             | 30 juillet 2006    |
| 9       | Hanoï                                              | 27 août 2006       |
| 10      | Pondichéry                                         | 3 septembre 2006   |
| 11      | La folie                                           | 2 octobre 2008     |
| 12      | Les États-Unis, chroniques d'une Amérique inquiète | 21 octobre 2008    |
| 13      | Cuba                                               | 7 juin 2009        |
| 14      | Les trans                                          | 17 mai 2011        |
| 15      | La folie en prison                                 | 20 mars 2012       |
| 16      | Le désir masculin                                  | 22 janvier 2013    |
| 17      | Les nouvelles églises évangéliques                 | 30 avril 2013      |
| 18      | Le désir féminin                                   | 11 mars 2014       |
| 19      | La franc-maçonnerie                                | 29 avril 2014      |

## Fiche technique
- Auteur : Serge Moati
- Réalisateur : Serge Moati et Alice Cohen
- Durée : 19 x 52 minutes
- Année de production : 2005-2014
- Sociétés de production : Image et Compagnie, France Télévisions